# Big Fish Games
Big Fish Games és un portal que distribueix videojocs per ser jugats tant online com descarregats a l'ordinador. Ofereix versions gratuïtes de demostració (que usualment duren una hora) i la possibilitat de comprar el joc a través del portal. Fundat el 2002, també ha creat sagues pròpies i té l'exclusiva d'alguns títols de jocs del gènere anomenat videojoc casual. El portal inclou fòrums de debat i ajuda sobre els jocs, així com un servei de subscripció que garanteix regals i descomptes.
Big Fish Games ofereix una novetat diària en versió demo, i posteriorment aquests jocs passen al seu arxiu, organitzat per gèneres. Els títols més demandats són els de localitzar objectes amagats i els anomenats Time Management (gestió del temps), seguits dels jocs d'estratègia i els trencaclosques.
Alguns dels títols de més èxit del portal són els de la saga de Virtual Villagers (Last Day of Work), els Mystery Case Files i Azada.